# Apetina Airstrip
Apetina Airstrip is een vliegveld tussen Apetina en Akani Pata aan de rivier Tapanahony in het district Sipaliwini in Suriname. Er zijn rond de zeven maatschappijen die het vliegveld aandoen. Er zijn lijnvluchten naar Zorg en Hoop Airport in Paramaribo. 
De ondergrond van de landingsbaan is van gras. De baan heeft een lengte van circa 430 meter.